# Ronde van België 2021
De 90e editie van de Ronde van België vond in 2021 plaats van 9 juni tot en met 13 juni. De start was in Beveren, de finish in Beringen. De ronde maakte deel uit van de UCI Pro Series 2021. De winnaar van 2019 was Remco Evenepoel.

## Deelnemende ploegen
| WorldTour                              | ProContinentaal          | Continentaal             |
| -------------------------------------- | ------------------------ | ------------------------ |
| Deceuninck–Quick-Step                  | Alpecin-Fenix            | Baloise - Trek Lions     |
| Lotto Soudal                           | Wallonie Bruxelles       | Pauwels Sauzen - Bingoal |
| BORA-Hansgrohe                         | Sport Vlaanderen-Baloise | Tarteletto - Isorex      |
| Team Jumbo-Visma                       | Vital Concept-B&B Hotels | BEAT Cycling             |
| Team DSM                               | Bardiani-CSF-Faizanè     |                          |
| Team Qhubeka ASSOS                     | Arkéa-Samsic             |                          |
| Trek-Segafredo                         | Team Novo Nordisk        |                          |
| Intermarché - Wanty - Gobert Matériaux | Total Direct Energie     |                          |
|                                        | Vini Zabù                |                          |

## Etappe-overzicht
| etappe | datum   | start        | finish                | type                | afstand  | winnaar         | klassementsleider |
| ------ | ------- | ------------ | --------------------- | ------------------- | -------- | --------------- | ----------------- |
| 1e     | 9 juni  | Beveren      | Maarkedal             | Heuvelrit           | 175,3 km | Robbe Ghys      | Remco Evenepoel   |
| 2e     | 10 juni | Knokke-Heist | Knokke-Heist          | Individuele tijdrit | 11,2 km  | Remco Evenepoel | Remco Evenepoel   |
| 3e     | 11 juni | Gingelom     | Scherpenheuvel-Zichem | Vlakke rit          | 174,4 km | Caleb Ewan      | Remco Evenepoel   |
| 4e     | 12 juni | Hamoir       | Hamoir                | Heuvelrit           | 152,7 km | Caleb Ewan      | Remco Evenepoel   |
| 5e     | 13 juni | Turnhout     | Beringen              | Vlakke rit          | 178,7 km | Mark Cavendish  | Remco Evenepoel   |

## Klassementenverloop
| Etappe           | Winnaar          | Algemeen klassement | Puntenklassement | Strijdlustklassement |
| ---------------- | ---------------- | ------------------- | ---------------- | -------------------- |
| 1                | Robbe Ghys       | Remco Evenepoel     | Robbe Ghys       | Robbe Ghys           |
| 2                | Remco Evenepoel  | Remco Evenepoel     | Remco Evenepoel  | Robbe Ghys           |
| 3                | Caleb Ewan       | Remco Evenepoel     | Remco Evenepoel  | Jan-Willem Van Schip |
| 4                | Caleb Ewan       | Remco Evenepoel     | Caleb Ewan       | Cédric Beullens      |
| 5                | Mark Cavendish   | Remco Evenepoel     | Caleb Ewan       | Cédric Beullens      |
| Eindklassementen | Eindklassementen | Remco Evenepoel     | Caleb Ewan       | Cédric Beullens      |

## Eindklassementen
| Plaats      | Naam              | Ploeg                 | Tijd     |
| ----------- | ----------------- | --------------------- | -------- |
| Blauwe trui | Remco Evenepoel   | Deceuninck–Quick-Step | 15u41'59 |
| 2           | Yves Lampaert     | Deceuninck–Quick-Step | + 46"    |
| 3           | Gianni Marchand   | Tarteletto-Isorex     | + 56"    |
| 4           | Finn Fisher-Black | Team Jumbo-Visma      | + 1'04"" |
| 5           | Ide Schelling     | BORA-Hansgrohe        | + 1'08"  |
| 6           | Koen Bouwman      | Team Jumbo-Visma      | z.t.     |
| 7           | Connor Swift      | Team Arkéa-Samsic     | + 1'12"  |
| 8           | Oscar Riesebeek   | Alpecin-Fenix         | + 1'13"  |
| 9           | Toon Aerts        | Baloise - Trek Lions  | z.t.     |
| 10          | Jasper De Buyst   | Lotto Soudal          | + 1'18"  |

| Plaats    | Naam            | Ploeg                 | Punten |
| --------- | --------------- | --------------------- | ------ |
| Rode trui | Caleb Ewan      | Lotto Soudal          | 71     |
| 2         | Bryan Coquard   | B&B Hotels            | 64     |
| 3         | Remco Evenepoel | Deceuninck–Quick-Step | 45     |

| Plaats      | Naam              | Ploeg                    | Punten |
| ----------- | ----------------- | ------------------------ | ------ |
| Zwarte trui | Cédric Beullens   | Sport Vlaanderen-Baloise | 46     |
| 2           | Jonas Rickaert    | Alpecin-Fenix            | 45     |
| 3           | Samuele Zoccarato | Bardiani-CSF             | 31     |

Mannen:
1908 · 1909 · 1910 · 1911 · 1912 · 1913 · 1914 · 1915-1918 · 1920 · 1921 · 1922 · 1923 · 1924 · 1925 · 1926 · 1927 · 1928 · 1929 · 1930 · 1931 · 1932 · 1933 · 1934 · 1935 · 1936 · 1937 · 1938 · 1939 · 1940-1944 · 1945 · 1946 · 1947 · 1948 · 1949 · 1950 · 1951 · 1952 · 1953 · 1954 · 1955 · 1956 · 1957 · 1958 · 1959 · 1960 · 1961 · 1962 · 1963 · 1964 · 1965 · 1966 · 1967 · 1968 · 1969 · 1970 · 1971 · 1972 · 1973 · 1974 · 1975 · 1976 · 1977 · 1978 · 1979 · 1980 · 1981 · 1982-1983 · 1984 · 1985 · 1986 · 1987 · 1988 · 1989 · 1990 · 1991-2001 · 2002 · 2003 · 2004 · 2005 · 2006 · 2007 · 2008 · 2009 · 2010 · 2011 · 2012 · 2013 · 2014 · 2015 · 2016 · 2017 · 2018 · 2019 · 2020 · 2021 · 2022 · 2023 · 2024
Vrouwen:
2012 ·
2013 · 2014 · 2015 · 2016 · 2017 · 2018 · 2019 · 2020 · 2021 · 2022 · 2023